# Березове (Острогозький район)
Березове (рос. Берёзово) — село у Острогозькому районі Воронезької області Російської Федерації.
Населення становить 488  осіб. Входить до складу муніципального утворення Березовське сільське поселення.

## Історія
Населений пункт розташований у межах суцільної української етнічної території, частини Східної Слобожанщини. До Перших визвольних змагань належав до Воронезької губернії.
Згідно із законом від 15 жовтня 2004 року входить до складу муніципального утворення Березовське сільське поселення.

## Населення
| 1859 | 1900  | 2000 | 2005 | 2007 | 2009 | 2010 |
| ---- | ----- | ---- | ---- | ---- | ---- | ---- |
| 1002 | ↗1482 | ↘540 | ↘505 | ↗518 | ↘482 | ↗488 |